# Ян Геркель
Ян Геркель (1786, Вавречка — 1853, Будапешт) — словацький народовець, юрист та письменник.

## Робота
В 1826 опублікував у Будині роботу Elementa linguae Slavicae Universalis (Основи загальної слов'янської мови), яка говорила про необхідність створення єдиної пан-слов'янської мови.

## Твори
- 1826 - Elementa universalis linguae Slavicae (Základy všeobecnéго slovanského jazykа)
- 1836 - Premena, článek v almanachu Zora